# Férfi 1 méteres műugrás a 2015-ös úszó-világbajnokságon
A 2015-ös úszó-világbajnokságon a műugrás férfi 1 méteres versenyszámának selejtezőjét július 24-én, a döntőjét pedig három nappal később, július 27-én rendezték meg a Kazan Arenában.
A 19 éves kínai Hszie Sze-ji nyerte meg a döntőt, így a sikerével ebben a számban sorozatban ötödször született kínai aranyérem. A második helyen – csakúgy, mint két évvel korábban Barcelonában – az ukrán Illja Kvasa végzett, ezzel ő lett az első nem kínai versenyző, aki több vb-n is dobogóra állhatott 1 méteren. A harmadik Mike Hixon lett, aki Troy Dumais 1998-as ezüstje óta az első érmet nyerte az amerikaiaknak ebben a számban.

## Versenynaptár
Az időpontok helyi idő szerint olvashatóak (GMT +03:00).
| Dátum                    | Időpont | Forduló   |
| ------------------------ | ------- | --------- |
| 2015. július 24., péntek | 15:00   | Selejtező |
| 2015. július 27., hétfő  | 15:30   | Döntő     |

## Eredmény
Zölddel kiemelve a döntőbe jutottak
| #  | Versenyző                 | Ország                      | Selejtező | Selejtező | Döntő  | Döntő   |
| #  | Versenyző                 | Ország                      | Pontok    | Rangsor   | Pontok | Rangsor |
| -- | ------------------------- | --------------------------- | --------- | --------- | ------ | ------- |
|    | Hszie Sze-ji              | Kína (CHN)                  | 404,40    | 2         | 485,50 | 1       |
|    | Illja Kvasa               | Ukrajna (UKR)               | 402,60    | 3         | 449,05 | 2       |
|    | Michael Hixon             | USA (USA)                   | 373,85    | 9         | 428,30 | 3       |
| 4  | Jahir Ocampo Marroquín    | Mexikó (MEX)                | 412,70    | 1         | 427,35 | 4       |
| 5  | Oleg Kologyij             | Ukrajna (UKR)               | 361,55    | 12        | 423,50 | 5       |
| 6  | Kristian Ipsen            | USA (USA)                   | 400,75    | 4         | 420,65 | 6       |
| 7  | Ho Csao                   | Kína (CHN)                  | 394,95    | 5         | 415,50 | 7       |
| 8  | Constantin Blaha          | Ausztria (AUT)              | 383,30    | 6         | 404,40 | 8       |
| 9  | U Haram                   | Dél-Korea (KOR)             | 378,60    | 7         | 399,55 | 9       |
| 10 | Matthieu Rosset           | Franciaország (FRA)         | 369,15    | 10        | 392,65 | 10      |
| 11 | Rommel Pacheco            | Mexikó (MEX)                | 376,10    | 8         | 390,95 | 11      |
| 12 | Sebastián Morales Mendoza | Kolumbia (COL)              | 363,70    | 11        | 387,35 | 12      |
|    |                           |                             |           |           |        |         |
| 13 | Rafael Quintero           | Puerto Rico (PUR)           | 354,60    | 13        |        |         |
| 14 | Oliver Homuth             | Németország (GER)           | 353,00    | 14        |        |         |
| 15 | Yauheni Karaliou          | Fehéroroszország (BLR)      | 352,70    | 15        |        |         |
| 16 | Giovanni Tocci            | Olaszország (ITA)           | 348,80    | 16        |        |         |
| 17 | Ilja Molcsanov            | Oroszország (RUS)           | 343,05    | 17        |        |         |
| 18 | Jevgenyij Novoszelov      | Oroszország (RUS)           | 337,15    | 18        |        |         |
| 19 | Yona Knight-Wisdom        | Jamaica (JAM)               | 335,95    | 19        |        |         |
| 20 | Andrea Chiarabini         | Olaszország (ITA)           | 334,10    | 20        |        |         |
| 21 | Timo Barthel              | Németország (GER)           | 324,35    | 21        |        |         |
| 22 | Kim Jongnam               | Dél-Korea (KOR)             | 317,20    | 22        |        |         |
| 23 | Guillaume Dutoit          | Svájc (SUI)                 | 311,55    | 23        |        |         |
| 24 | Liam Stone                | Új-Zéland (NZL)             | 310,25    | 24        |        |         |
| 25 | Nicolás García            | Spanyolország (ESP)         | 310,00    | 25        |        |         |
| 26 | James Denny               | Egyesült Királyság (GBR)    | 309,60    | 26        |        |         |
| 27 | Emadeldin Abdellatif      | Egyiptom (EGY)              | 309,45    | 27        |        |         |
| 28 | Jouni Kallunki            | Finnország (FIN)            | 296,60    | 28        |        |         |
| 29 | Héctor García             | Spanyolország (ESP)         | 294,55    | 29        |        |         |
| 30 | Espen Bergslien           | Norvégia (NOR)              | 292,55    | 30        |        |         |
| 31 | Adityo Putra              | Indonézia (INA)             | 288,05    | 31        |        |         |
| 32 | Arturo Valdés Anido       | Kuba (CUB)                  | 283,35    | 32        |        |         |
| 33 | Frandiel Gómez            | Dominikai Köztársaság (DOM) | 282,35    | 33        |        |         |
| 34 | Miguel Reyes Abadia       | Kolumbia (COL)              | 277,80    | 34        |        |         |
| 35 | Jesús Liranzo             | Venezuela (VEN)             | 256,45    | 35        |        |         |
| 36 | Tri Anggoro Priambodo     | Indonézia (INA)             | 249,55    | 36        |        |         |
| 37 | Abdulrahman Abbas         | Kuvait (KUW)                | 243,00    | 37        |        |         |
| 38 | Mirzokhid Mirkarimov      | Üzbegisztán (UZB)           | 234,15    | 38        |        |         |
| 39 | Youssef Ezzat             | Egyiptom (EGY)              | 233,35    | 39        |        |         |
| 40 | Hasan Qali                | Kuvait (KUW)                | 192,90    | 40        |        |         |